# Gulf Coast Bound
Gulf Coast Bound je páté a poslední album newyorské psychedelicky rockové skupiny Blues Magoos. Album vyšlo v roce 1970. Album obsahuje i 12minutovou skladbu "Can't Get Enough of You", kterou napsal Eric Kaz.

## Seznam skladeb
1. Gulf Coast Bound (Kaz, Thielhelm) - 3:51
2. Slow Down Sundown (Andreolli, Kaz, Thielhelm) - 6:09
3. Can't Get Enough of You (Kaz) - 12:21
4. Magoos Blues (Ellis) - 7:54
5. Tonight the Skies About to Cry (Andreolli, Kaz) - 4:14
6. Sea Breeze Express (Dickon, Ellis, Kaz, Liello, LoPresti) - 4:13

## Sestava
- Daddy Ya Ya - tamburína
- Richie Dickon - perkuse
- Pee Wee Ellis - perkuse, saxofon
- Eric Kaz - harmonika, klávesy, zpěv
- John Liello - perkuse, vibrafon, zpěv
- John Cooker Lopresti - baskytara
- Jimmy Payne - bicí
- Peppy Thielheim - kytara, zpěv